# Melinda Hill
Melinda Hill (Hutchinson, Kansas, 1972. december 22.) amerikai humorista és színésznő.
Olyan műsorokban szerepelt, mint a Reno 911! – Zsaruk bevetésen vagy a The Sarah Silverman Program, illetve szinkronizált a Kalandra fel! című rajzfilmsorozatban is.

## Fiatalkora és tanulmánya
Hill a kansasi Hutchinsonban született, viszont gyerekkorát Colorado Springsben töltötte, amelyet otthonának tekint.
Hill színházi ösztöndíjat nyert. Az első éve után átiratkozott a Kansasi Egyetemre, ahol még egy évet töltött, majd Kaliforniába költözött, hogy Joanne Baron, Lesly Kahn és Sandra Seacat mellett színészetet tanuljon. Amikor befejezte a színésziskolát, egy tanára azt tanácsolta neki, hogy foglalkozzon komédiával. Hill úgy csatlakozott a The Groundlings csoporthoz, hogy nem rendelkezett korábbi komikus tapasztalattal. Tanfolyamokra járt, megtanult szkeccseket írni, és minden szintet teljesített, mielőtt elkezdte a stand-upot, felhasználva mindazt, amit a Groundlingsban tanult a karakteres komédiaírásról. Csoporttársai között volt Mikey Day, Brian Keith Etheridge és Kristen Wiig is.
Több stand-up comedy-s albumot kiadott, beleértve azAccidental Bisexualt (2011) és a Six Ways to Bomb on America's Got Talentet (2013).
Inappropriate című önálló estje 2020. október 20.-án jelent meg. Album és hangoskönyv formában is kiadták.

## Magánélete
Los Angelesben él.